# Käthe Mickwausch-Reiner
Käthe Irma Mickwausch-Reiner (geb. Reiner; * 25. Juni 1909 in Pirna; † 22. November 2011 in Heidenau) war eine deutsche Gebrauchsgrafikerin, die im NS-Staat als „Jüdischer Mischling“ diskriminiert wurde.

## Familie
Käthe Reiner war die Tochter des aus Österreich-Ungarn stammenden jüdisch-assimilierten sozialdemokratisch gesinnten Kaufhaus-Unternehmers Maximilian Reiner (1877–1947) und dessen nichtjüdischer Ehefrau Elsa Emmy Dorothea, geborene Rösler (1877–1966). Sie hatte einen Bruder Horst Wilhelm (1907–1957), der 1938 aus Deutschland nach Shanghai emigrierte.
Ihr Vater gründete in Mügeln und dann 1914 an der Bahnhofstraße 10 in Heidenau das Kaufhaus Max Reiner für Haus- und Küchengeräte, Galanterie-, Leder- und Spielwaren, dem etwa 1929 noch eine Lebensmittelabteilung angefügt wurde. Es war seinerzeit das einzige Kaufhaus dieser Art in der Amtshauptmannschaft Pirna. Die Familie war in Heidenau hochgeachtet. Wie ihre Eltern hatte Käthe Reiner die österreichische Staatsangehörigkeit und erwarb erst am 21. Oktober 1921 durch Einbürgerung die deutsche.
Nach den Novemberpogromen 1938 wurde ihr Vater verhaftet. Nur dank seiner Ehe mit einer „Arierin“ wurde er entlassen und entging der Verschleppung in ein Konzentrationslager. Er wurde gezwungen, das Kaufhaus im Rahmen der Arisierung zu veräußern. Danach zog er mit seiner Frau nach Berlin. 1943 erfolgte die formale Enteignung seines gesamten Vermögens, und unter dem zunehmenden Druck der Nationalsozialisten ließ sich seine Frau scheiden. Im Januar 1944 wurde er in das Ghetto Theresienstadt deportiert. Kurze Zeit nachdem er am 8. Mai 1945 durch Einheiten der Roten Armee befreit wurde, ging er in die USA.

## Leben und Werk
Käthe Reiner besuchte ab 1915 drei Jahre die Volksschule in Heidenau und bis 1925 die Höhere Mädchenschule in Pirna. Danach blieb sie ein Jahr zu Hause, nahm privaten Unterricht bei dem Heidenauer Maler Otto Kühne (* 1893) und besuchte Abendkurse an der Staatlichen Akademie für Kunstgewerbe Dresden. Von 1926 bis 1931 studierte sie an der Kunstgewerbeakademie bei Max Frey, Georg Erler und Arno Drescher. Zeitweise war sie auch Schülerin von Willy Petzold und der Kinderbuchillustratorin Mathilde Schache von Strauwitz. Von 1931 bis 1933 arbeitete sie freischaffend als Gebrauchsgrafikerin im elterlichen Warenhaus.

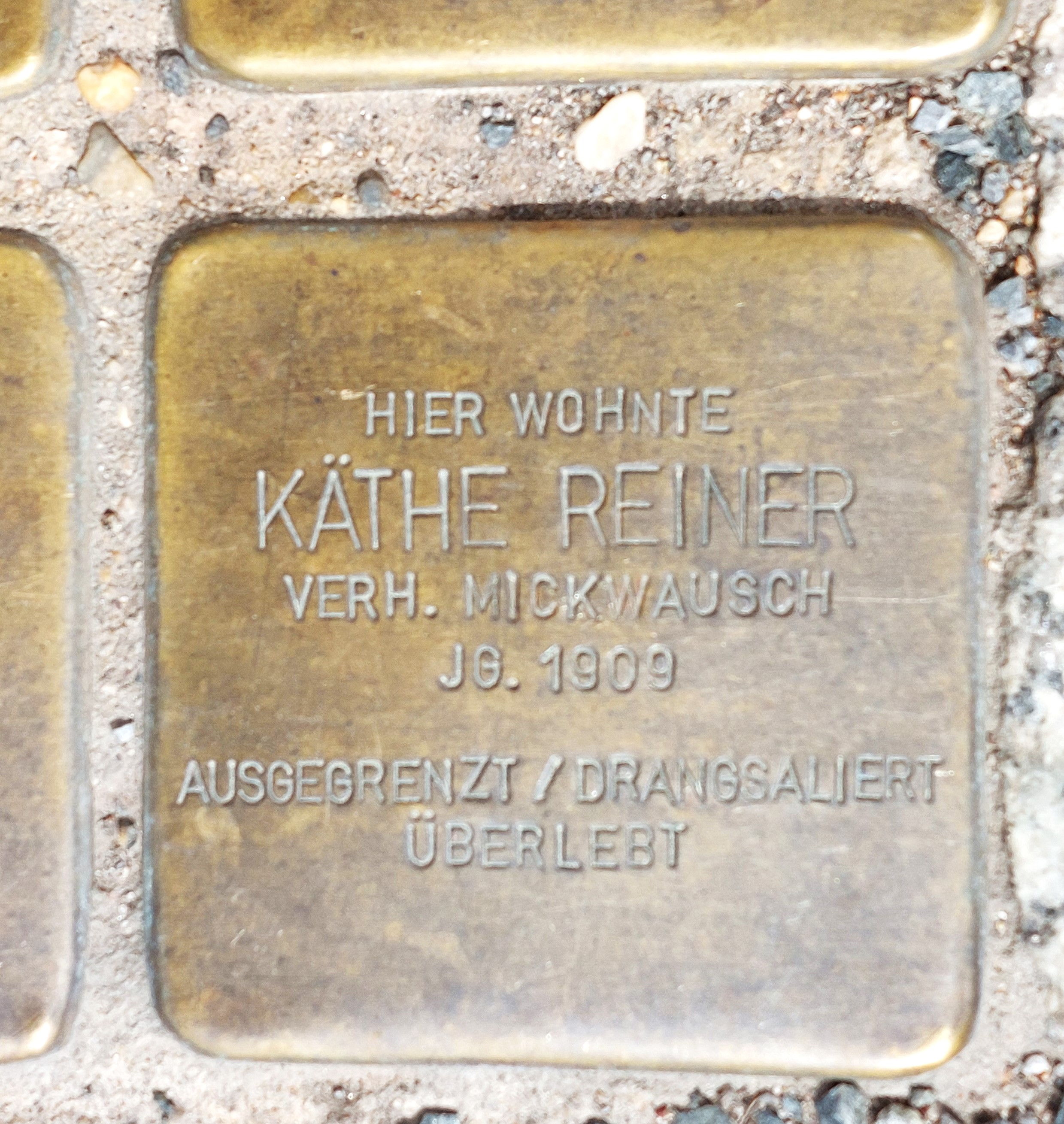
Stolperstein für Käthe Mickwausch-Reiner in Heidenau

Nachdem sie 1933 zum christlichen Glauben konvertiert war, heiratete sie den Gebrauchsgrafiker Günther Mickwausch (1909–1990), den sie an der Kunstgewerbeakademie kennengelernt hatte. Seitdem trug Käthe Reiner den Namen Mickwausch-Reiner. Sie zogen nach Zwickau und später nach Chemnitz, wo sie Heimgarten 77 wohnten. Von 1940 bis 1944 arbeitete Käthe Mickwausch-Reiner in Chemnitz als Zeichnerin und später als technische Assistentin im Konstruktionsbüro der Maschinenfabrik C. G. Haubold. Nach der Scheidung ihrer Eltern wurden den Behörden ihre jüdische Herkunft bewusst, und sie musste sich nun als „Jüdischer Mischling“  regelmäßig polizeilich melden. Sie und ihr Mann wurden aus der Reichskammer der bildenden Künste ausgeschlossen, der sie als Gebrauchsgrafiker angehört hatten. 1944/1945 arbeitete Käthe Mickwausch-Reiner zwangsdienstverpflichtet in der Chemnitzer Spinnerei Josef Witt. Mit ihrem Mann fuhr sie mehrfach nach Berlin und brachte ihrem notleidenden Vater Kleidung und Nahrungsmittel. Anfang März 1945 sollte sie deportiert werden, was den sicheren Tod bedeutet hätte. Dem Transport entging sie nur knapp durch den Luftangriff auf Chemnitz am 5. März 1945. Sie wurden selbst auch „ausgebombt“, wobei ein großer Teil ihrer Arbeiten vernichtet wurde.
Nach dem Untergang des NS-Staats fertigte sie in Chemnitz anfangs zum Verkauf Puppen und Rauschgoldengel, dann  arbeitete sie bis 1947 mit ihrem Mann unter dem Namen „Mickwausch Entwürfe“ freiberuflich als Gebrauchsgrafikerin. Nach dem Gewinn eines Wettbewerbs gestalteten sie u. a. Werbung für den Wiederaufbau von Chemnitz. Sie erhielten auch Aufträge von der Landesregierung in Dresden. 1947 zogen sie nach Heidenau. Dort wohnten sie anfangs in der Dieselstraße und hatten ihr Atelier dann in der Pirnaer Straße 30. 1946 bauten sie in Dresden die erste sächsische Exportmusterschau für sächsische Erzeugnisse auf. Sie gestalteten Ausstellungen für das Hygienemuseum Dresden und entwarfen u. a. Plakate, Prospekte, Inserate und Schutzmarken für die Exportwerbung der DDR.  Hauptauftraggeber war das Schwermaschinenbaukombinat TAKRAF bzw. dessen Vorläuferunternehmen.
Ab 1951 fuhren beide regelmäßig auf die Insel Rügen und nach Hiddensee. Nachdem Käthe Mickwausch-Reiner sich 1974 zur Ruhe gesetzt hatte, betätigte sie sich weiter freischaffend als Aquarellistin. Sie war bis 1990 Mitglied im Verband Bildender Künstler der DDR. 2023 wurde in Heidenau zum Gedächtnis an sie ein Stolperstein verlegt.  2025 wurde ihrer in Pirna in der Ausstellung „Jüdische Geschichte in Kunst und Literatur im Landkreis Sächsische Schweiz-Osterzgebirge“ gedacht.

## Teilnahme an Ausstellungen
- 1958/1959: Dresden, Vierte Deutsche Kunstausstellung[6]
- 1960: Königstein, Festung Königstein (5. Ausstellung des Verbandes Bildender Künstler Deutschlands, Arbeitskreis Pirna)
- 1972: Dresden, Bezirkskunstausstellung
- 1995: Dresden, Technisches Museum („Leben mit der Kunst“)